# Club de Yates Corintio de Dallas
El Club de Yates Corintio de Dallas (Dallas Corinthian Yacht Club -DCYC- en idioma inglés y oficialmente) es un club náutico ubicado en Little Elm, Texas (Estados Unidos).
Su nombre incluye el término "Corintio", al igual que sucede con muchos otros clubes estadounidenses, debido a que se denomina así a la navegación de recreo amateur como reminiscencia de los Juegos Ístmicos que se celebraban en el istmo de Corinto.

## Historia
Se fundó como Club de Vela de Dallas (Dallas Sailing Club -DSC- en idioma inglés) en 1928 y se ubicó originalmente en la orilla occidental del lago White Rock, un embalse al noreste de Dallas, mudándose a la orilla oriental e 1932. En 1935 se volvió a cambiar de ubicación, tras la destrucción de su sede en un incendio, y se asentó en la orilla norte del lago, hasta que en 1956, tras una prolongada sequía que dejó sin calado al embalse, los socios del Club de Vela de Dallas, junto con otros socios del Club Corintio de Vela, se mudaron al lugar que ocupa ahora, en el lago Lewisville y le cambiaron el nombre a Club de Yates Corintio de Dallas (Dallas Corinthian Yacht Club -DCYC-). El último comodoro del DSC, A. Balfour Patterson, se convirtió en el primer comodoro del DCYC. El primer comodoro del DSC había sido Hub E. Isaacks, que también fue primer comodoro de la SCIRA, ya que en el DSC se formó la primera flota de Snipes del mundo. De ella salió el primer campeón del mundo de la clase, William E. Bracey, en 1934, y organizó el segundo campeonato mundial, en 1935.
Ya como DCYC, ha habido flotas de Lightning, Ensign, Rebel, Longhorn, Tiger Cat Catamaran, Sunfish, Lone Star 16, Victory 21, Thistle, Omega, Auxiliary, 470, Laser, Catalina 22 y J/22.